# Glamour, Glamour!
Glamour, Glamour! — дебютный студийный альбом рок-группы Mordor, выпущенный в 2008 году.

## Об альбоме
Glamour, Glamour! снискал положительные оценки от прессы и от простых слушателей.
У песни «Фитнес — убийца» есть и второе название «Фитнесс über alles». Это название не подошло только из-за того, что на клавиатуре компьютера не нашлось клавиши ü (u с умляутом). Как говорит Оркус, в этом названии и заключался главный смысл песни.
Песня к клипу была выбрана режиссёром. Группа же согласилась, прочитав сценарий.

## Список композиций
1. «Мордор» — 3:55
2. «Гламур, гламур!» — 4:34
3. «На дне» — 4:41
4. «DJ Voorda» — 4:08
5. «Страх» — 4:07
6. «Hombre Pajaro» — 4:14
7. «Суперзвёзды» — 4:34
8. «Фитнес — убийца» — 3:21
9. «Машинист» — 3:48
10. «Голограмма пустоты» — 4:03
11. «Скоты» — 4:32

## Участники записи
- Оркус (Orkus) — вокал, трость
- Вольфган (Wolfgun) — гитара, синтезаторы
- Омбре Пахаро (Hombre Pajaro) — бас-гитара
- Бумзен-Бумзен (Boomzen-Boomzen) — ударные